# Leònides (filòsof)
Leònides, en llatí Leonidas, en grec antic Λεωνίδας, fou un antic filòsof estoic grec natural de l'illa de Rodes probablement del segle i. L'esmenta Estrabó (Strabo, 14. p. 655) i és segurament el mateix personatge de nom igualment Leònides que va escriure un treball sobre Itàlia mencionat per Joan Tzetzes (Schol. ad Lycophr. 756).